# Galium platygalium
Galium platygalium là một loài thực vật có hoa trong họ Thiến thảo. Loài này được (Maxim.) Pobed. mô tả khoa học đầu tiên năm 1970.